# Vương Diệu Vũ
Vương Diệu Vũ (tiếng Hoa: 王耀武; bính âm: Wáng Yàowŭ, 1904–1968) là một vị tướng Quốc dân đảng và Chủ tịch tỉnh Sơn Đông, từng thắng lợi trước cả Lục quân Đế quốc Nhật Bản và quân Cộng sản Trung Hoa. Tháng 9 năm 1948, lực lượng Cộng sản tấn công trong Trận Tế Nam, Vương bị bắt làm tù bình và bị giam giữ đến khi được tha bổng năm 1959. Trong Cách mạng Văn hóa, ông bị Hồng vệ binh tấn công vì từng là một tư lệnh Quốc dân và mất vì đau tim năm 1968.

## Thời trẻ và sự nghiệp
Vương sinh ra trong một gia đình nông dân tại Sơn Đông. Ông mất cha và anh cả khi còn nhỏ, và được mẹ nuôi dưỡng đến khi trưởng thành. Khi Tôn Dật Tiên thành lập trường quân sự Hoàng Phố, Vương đang là một nhân viên cửa tiệm. Ông lập tức mượn tiền từ người chủ rồi về phương Nam tham gia Cách mạng Quốc dân. Một số bạn học của ông cũng nổi danh như Đỗ Duật Minh, Phạm Hán Kiệt, Hồ Liên, Lưu Ngọc Chương, Quan Lân Chinh và Lâm Bưu. Sau khi tốt nghiệp, ông tham gia Chiến tranh Bắc phạt dưới quyền Tưởng Giới Thạch chống lại thế lực quân phiệt phương Bắc. Sau khi Tưởng đàn áp những người Cộng sản tại Thượng Hải ngày 12 tháng 4 năm 1927, ông ở lại với phe Quốc dân đảng, làm trung đoàn trưởng trong Quân đội Cách mạng Quốc dân. Năm 1930, ông tham dự Đại chiến Trung Nguyên với quân hàm Đại tá trong trung lộ quân chống lại liên minh chống chính phủ của Diêm Tích Sơn, Phùng Ngọc Tường và Lý Tông Nhân. Năm 1932, ông được Tưởng Giới Thạch biết đến sau khi cố thủ thành công vị trí của mình trước các đợt tấn công của quân Cộng sản trong Chiến dịch bao vây Khu Xô viết Giang Tây lần thứ 4. Ông được thăng chức Tư lệnh lữ đoàn rồi Tư lệnh Sư đoàn 51. 2 năm sau, ông tham gia Chiến dịch bao vây Khu Xô viết Giang Tây lần thứ 5, bắt sống lãnh tụ Cộng sản Phương Chí Mẫn và giết được một viên tư lệnh Hồng quân trong chiến trận vào khoảng tháng 9 năm 1934. Năm 1935, ông lại một lần nữa chiến thắng tại Giang Tây khi bắt được toàn bộ Bộ Tư lệnh Quân đoàn 10 Hồng quân và được thăng lên Thiếu tướng.

## Chiến tranh Trung-Nhật lần thứ 2
Năm 1937, Vương chỉ huy sư đoàn của mình trong Trận Thượng Hải. Một viên trung đoàn trưởng dưới quyền ông chính là Trương Linh Phủ, vừa được ông cứu khỏi nhà tù. Cuối tháng 11, quân Trung Hoa thua trận tại Thượng Hải và Phương diện quân Trung Chi Na của Đại tướng Matsui Iwane tiến về Nam Kinh. Trong Trận Nam Kinh, Sư đoàn 51 của Vương bị tổn thất nặng nề và chỉ huy của ông là Tướng Đường Sinh Trí trốn khỏi thành phố mà không báo cho ông và các chỉ huy khác. Vương khó khăn lắm mới trốn được khỏi thành phố và chỉ có 3,000 quân dưới quyền ông thoát được cuộc thảm sát của quân Nhật. Năm 1938, ông tham dự Trận Lan Phương chống lại Sư đoàn 14 (Lục quân Đế quốc Nhật Bản) dưới quyền Tướng Doihara Kenji, một trong những người chủ mưu Sự biến Mãn Châu. Không ngăn được bước tiến của quân Nhật, Chính phủ Quốc dân ra lệnh mở đập sông Hoàng Hà, gây ra nạn lụt Hoàng Hà 1938. Trong Trận Vạn Gia Lĩnh, đơn vị của Vương giao chiến với quân Nhật đang cố gắng phá vỡ vòng vây của quân Trung Hoa. Sư đoàn 106 (Lục quân Đế quốc Nhật Bản) của Trung tướng Matsuura Junrokurō gần như bị quét sạch trong trận này. Năm 1939, Vương chỉ huy lực lượng của mình tham gia Trận Nam Xương, nhưng quân Trung Hoa không giữ được thành phố. Tuy nhiên, Vương chứng tỏ được tài năng trong Trận Trường Sa (1939) và được thăng chức Tư lệnh Quân đoàn 74. Dưới quyền ông, Quân đoàn 74 trở thành một trong những đơn vị tinh nhuệ trong quân đội Trung Hoa và tham chiến trong hầu hết các trận đánh đến hết Thế chiến II. Trước khi chiến tranh kết thúc, Vương được thăng chức Tư lệnh Phương diện quân 4 và trở thành ủy viên Trung ương Quốc dân đảng.

## Nội chiến Trung Hoa
Khi Nội chiến Trung Hoa tái bùng phát năm 1946, Vương được bổ nhiệm Chủ tịch tỉnh Sơn Đông và Tổng tư lệnh Khu bình định số 2. Nhưng ông gặp rất nhiều khó khăn do nạn bè phái nghiêm trọng trong hàng ngũ tướng lĩnh Quốc dân đảng và lực lượng Cộng sản tăng cường tấn công vào các đồn bốt bị cô lập của quân Quốc dân. Tháng 5 năm 1947, sự nghiệp của ông gặp phải đả kích nghiêm trọng khi Sư đoàn 74 chỉnh biên dưới quyền thuộc hạ của ông là Trung tướng Trương Linh Phủ bị tiêu diệt hoàn toàn trong Chiến dịch Mạnh Lương Cố và hầu hết lực lượng Quốc dân đảng trong khu vực của ông bị rút đi nơi khác. Khi lực lượng Cộng sản dưới quyền Trần Nghị và Túc Dụ tấn công thủ phủ tỉnh vào năm 1948 trong Trận Tế Nam, trong tay Vương chỉ còn những lực lượng đồn trú vừa tuyển mộ và lính hạng hai. Số phận Tế Nam được định đoạt khi một trong những tư lệnh quân đoàn (Ngô Hóa Văn) đào ngũ. Khi quân Cộng sản phá vỡ tuyến phòng thủ, tướng Vương trốn khỏi bộ tư lệnh nhưng bị bắt ở một huyện gần đó.

## Cuối đời và cái chết
Trong tù, Vương khuyên các tướng lĩnh Quốc dân đảng đầu hàng Hồng quân và gây nên một cuộc tranh cãi dữ dội vì Tưởng Giới Thạch luôn coi trọng ông. Nhờ hợp tác với quân Cộng sản, ông là một trong những tướng lĩnh Quốc dân đầu tiên được thả năm 1959 cùng Đỗ Duật Minh. Ông là ủy viên Hội nghị Hiệp thương Chính trị Nhân dân Trung Quốc và những tổ chức chính phủ khác khi Cách mạng Văn hóa nổ ra. Ông bị Hồng vệ binh đem ra đấu tố và mất vì đau tim năm 1968.
Vương có một người vợ, các con trai và một con gái. Cháu nội Vương, Mary-Jean Wong, hiện là ủy viên Hội nghị Hiệp thương Chính trị Nhân dân tỉnh Sơn Đông.